# Glenn Youngkin

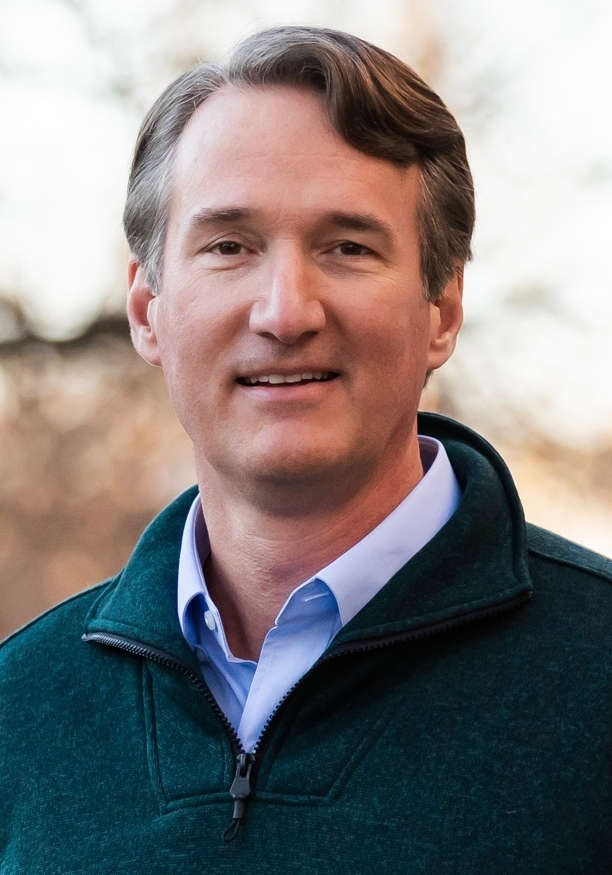
Glenn Youngkin

Glenn Allen Youngkin (* 9. Dezember 1966 in Richmond, Virginia, Vereinigte Staaten) ist ein US-amerikanischer Geschäftsmann und
Politiker der Republikanischen Partei. Er wurde 2021 zum Gouverneur von Virginia gewählt und am 15. Januar 2022 vereidigt.

## Persönliches

### Jugend und Ausbildung
Youngkin zog in seiner Jugend von Richmond nach Virginia Beach. Er ging auf die Norfolk Academy in Norfolk (Virginia), eine private Highschool. Youngkin besuchte die Rice University mit einem Basketball-Stipendium und spielte vier Spielzeiten in der NCAA Division I beim Basketballteam der Rice Owls in der Southwest Conference, wo er in seiner Karriere 82 Punkte und 67 Rebounds erzielte. An der Harvard Business School erlangte er im Jahr 1994 den akademischen Grad Master of Business Administration (MBA).

### Familie
Youngkin lebt mit seiner Frau Suzanne und seinen vier Kindern in Great Falls (Virginia).

## Geschäftliches
Youngkin begann seine Karriere bei der Investmentbank First Boston, bei der er die Bereiche Kapitalmarktfinanzierung und Mergers & Acquisitions betreute. 1994 wechselte er zu der Unternehmensberatung McKinsey & Company.
Im August 1995 schloss er sich dem Private-Equity-Unternehmen The Carlyle Group an. Im Jahr 2009 trat Youngkin zusammen mit Daniel Akerson in das Leitungskomitee des Unternehmens ein, das zuvor nur aus den drei Gründern bestanden hatte. Er spielte eine wichtige Rolle bei der Börseneinführung von Carlyle. Im Juni 2014 wurde er gemeinsam mit Michael J. Cavanagh, der von JPMorgan Chase zur Carlyle Group kam, zum Co-Präsidenten und Co-Chief Operating Officer (COO) ernannt. Gemeinsam halfen sie bei der Entwicklung und Umsetzung der Wachstumsinitiativen des Unternehmens und leiteten das Tagesgeschäft des Unternehmens. Cavanagh verließ das Unternehmen im Mai 2015, um Chief Financial Officer (CFO) von Comcast zu werden, und überließ Youngkin die Position des Präsidenten und COO von Carlyle. Im Oktober 2017 kündigte die Carlyle Group an, dass ihre Gründer zwar weiterhin Vorstandsvorsitzende bleiben, aber von der Leitung des Unternehmens zurücktreten werden. Sie ernannten Youngkin und Kewsong Lee zu ihren Nachfolgern als Co-CEOs mit Wirkung zum 1. Januar 2018. Als Co-CEO leitete Youngkin die Geschäftsbereiche Immobilien, Energie, Infrastruktur und Investitionslösungen von Carlyle, während Lee das Private-Equity- und das globale Kreditgeschäft des Unternehmens führte. Youngkin und Lee traten auch in den Vorstand des Unternehmens ein, als sie Co-CEOs wurden. Im Juli 2020 kündigte Youngkin an, dass er sich Ende September 2020 aus der Carlyle Group zurückziehen werde, da er sich auf gemeinnützige und öffentliche Aufgaben konzentrieren wolle. 2020 gründete er mit seiner Frau die gemeinnützige Virginia Ready Initiative, die sich darauf konzentriert, Arbeitslose im Bundesstaat Virginia mit Berufsbildungsprogrammen und potenziellen Arbeitgebern in Kontakt zu bringen.

## Politische Laufbahn
Im Januar 2021 kündigte Youngkin an, dass er sich um die Nominierung der Republikanischen Partei von Virginia für das Amt des Gouverneurs von Virginia bewerben werde. Sein geschätztes Vermögen von 440 Millionen US-Dollar ermöglichte es ihm seine erste Kandidatur aus eigenen Mitteln zu finanzieren. Er gab mindestens 5,5 Millionen US-Dollar für seinen Vorwahlkampf aus. Youngkin gewann die Nominierung auf dem Landesparteitag am 10. Mai 2021 nach mehreren Wahlgängen an 39 Orten im gesamten Bundesstaat. Er setzte sich gegen sechs andere Kandidaten durch. Nachdem er die Nominierung der Partei gewonnen hatte, wurde seine Kandidatur vom 45. US-Präsidenten Donald J. Trump unterstützt.
Im November 2021 schlug er den Demokraten Terry McAuliffe bei den Gouverneurswahlen mit 2,7 Prozentpunkten Vorsprung. Bei der Präsidentschaftswahl 2020 hatte Joe Biden Virginia noch mit einem Abstand von 10 Prozentpunkten gewonnen.
Am 15. Januar 2022 leistete er seinen Amtseid mit Winsome Sears als Vizegouverneurin. Als erste Amtshandlungen verbot er das Unterrichten von Critical Race Theory, beendete die Maskenpflicht an öffentlichen Schulen und die Impfpflicht für Staatsangestellte und stellte Virginias Mitgliedschaft in der Treibhausgas-Initiative RGGI auf den Prüfstand.